# Амітон
Амітон (англ. VG, O,O-діетилS-[2-(діетиламіно)етил] фосфоротіоат (O,O-діетиловий S-[2-діетиламін)]-етиловий естер тіолфосфорної кислоти) — бойова отруйна речовина нервово-паралітичної дії, належить до агентів V-серії.
Амітон вперше описали у 1955 році Р. Гош і Дж. Ньюмен як системний інсектицид та акарицид. Згодом було виявлено високу токсичність цієї речовини для теплокровних тварин. Через це він був визнаний непридатним у сільському господарстві.
Характер і механізм фізіологічної дії амітону подібний до VX, токсичність порівняна з зарином.